# Alicia Markova

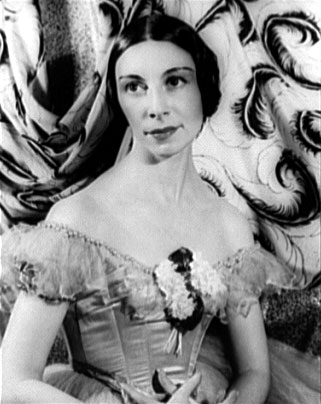
Alicia Markova
(1940), Carl Van Vechten, Library of Congress

Alicia Markova (Londen, 1 december 1910 – Bath, 2 december 2004) was een Britse prima ballerina van het klassieke ballet.
Markova was een van de allergrootste ballerina's ter wereld. Ze werd in 1924 aangenomen bij Diaghilevs Ballets Russes. Daarna danste ze bij het Royal Ballet (waar ze verder werd opgeleid door Tamara Karsavina), het Ballet van Monte Carlo en Amerikaanse balletten. Ze stond bekend om haar precieze en gracieuze stijl. Veel roem verwierf ze met haar unieke uitvoering van de stervende zwaan. Tot op hoge leeftijd gaf ze les aan het Royal Ballet.

## Galerij

De stervende zwaan
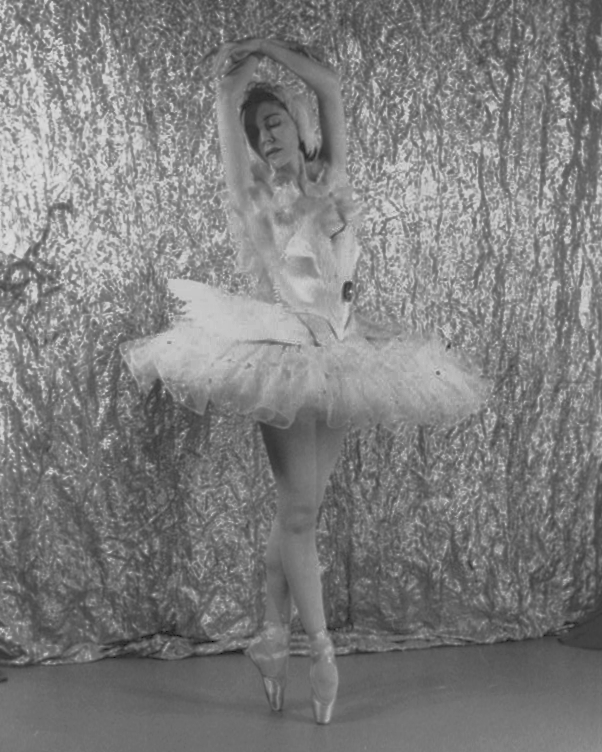
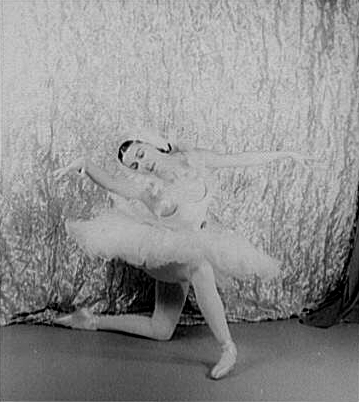